# Eliaskette
Die Eliaskette (englisch Saint Elias Mountains oder Saint Elias Range) ist der höchste Teil der nordamerikanischen Küstengebirge, erstreckt sich über 400 km vom Südosten Alaskas über Yukon bis in den äußersten Nordwesten British Columbias und bildet die Wasserscheide zwischen Yukon River und Pazifischem Ozean. Die Nationalparks Wrangell-St.-Elias und Kluane liegen zum Teil, der Glacier-Bay-Nationalpark vollständig in der Eliaskette.
Die Gletscher der Eliaskette bilden mit einer Ausdehnung von 380 km nach den Eiskappen der Pole das größte Eisfeld der Erde. Der in den Golf von Alaska mündende Malaspinagletscher ist der größte Gletscher Nordamerikas. Der Mount Logan ist der höchste Berg Kanadas und nach dem Denali der zweithöchste Nordamerikas.
Benannt ist das Gebirge nach dem Propheten Elias.
| Berg              | Höhe (m) | Lage             | Bemerkung                   |
| ----------------- | -------- | ---------------- | --------------------------- |
| Mount Logan       | 5959     | Yukon            | Höchster Berg in Kanada     |
| Mount Saint Elias | 5489     | Alaska/Yukon     | #2 in Kanada und in den USA |
| Mount Lucania     | 5226     | Yukon            | #3 in Kanada                |
| King Peak         | 5173     | Yukon            | #4 in Kanada                |
| Mount Steele      | 5073     | Yukon            | #5 in Kanada                |
| Mount Bona        | 5005     | Alaska           |                             |
| Mount Wood        | 4842     | Yukon            |                             |
| Mount Vancouver   | 4812     | Yukon            |                             |
| Mount Churchill   | 4766     | Alaska           |                             |
| Mount Slaggard    | 4742     | Yukon            |                             |
| Mount Macaulay    | 4690     | Yukon            |                             |
| Mount Fairweather | 4671     | British Columbia |                             |
| Mount Hubbard     | 4557     | Alaska/Yukon     |                             |
| Mount Bear        | 4520     | Alaska           |                             |
| Mount Walsh       | 4507     | Yukon            |                             |
| Mount Alverstone  | 4420     | Alaska/Yukon     |                             |
| University Peak   | 4410     | Alaska           |                             |
| McArthur Peak     | 4389     | Yukon            |                             |
| Mount Augusta     | 4289     | Alaska/Yukon     |                             |